# Liste der Baudenkmäler in Fürth/M
Diese Liste ist eine Teilliste der Liste der Baudenkmäler in Fürth. Grundlage der Liste ist die Bayerische Denkmalliste, die auf Basis des bayerischen Denkmalschutzgesetzes vom 1. Oktober 1973 erstmals erstellt wurde und seither durch das Bayerische Landesamt für Denkmalpflege geführt und aktualisiert wird. Die folgenden Angaben ersetzen nicht die rechtsverbindliche Auskunft der Denkmalschutzbehörde.
Dieser Teil der Liste beschreibt die denkmalgeschützten Objekte in folgenden Straßen:
- Maistraße
- Marienstraße
- Marktplatz
- Mathildenstraße
- Mauerstraße
- Maxbrücke
- Max-Planck-Straße
- Maxstraße
- Meckstraße
- Merkurstraße
- Mohrenstraße
- Mondstraße
- Moststraße
- Mühlstraße

## Maistraße
| Lage                                          | Objekt                                   | Beschreibung | Akten-Nr.                | Bild           |
| --------------------------------------------- | ---------------------------------------- | --- | ------------------------ | -------------- |
| Maistraße 1 / Nürnberger Straße 41 (Standort) | Wohnhaus in Ecklage                      | Siehe Nürnberger Straße 41. | D-5-63-000-975 Wikidata  | weitere Bilder |
| Maistraße 2 (Standort)                        | Mietshaus                                | Dreigeschossiger Mansarddachbau mit reich gegliederter Sandsteinfassade, rustiziertem Erdgeschoss und Zwerchhaus mit Ziergiebel, Neurenaissance, von Leo Gran jr., bez. 1887; Rückgebäude, dreigeschossiger Sandsteinbau mit Pultdach, gleichzeitig; Remise, erdgeschossiger Sandsteinbau mit Pultdach, gleichzeitig; Garten-Einfriedung im Hof, Pfeilgitterzaun, gleichzeitig; bauliche Gruppe mit Maistraße 4 / 6 und Nürnberger Straße 43. | D-5-63-000-784 Wikidata  | BW             |
| Maistraße 3 (Standort)                        | Mietshaus                                | Drei- bis viergeschossiger Mansarddachbau mit Putzfassade, Sandsteinerdgeschoss, Sandsteinerker und Zwerchhaus mit Dreiecksgiebel, Spätjugendstil, von Wilhelm Horneber, bez. 1909; Rückflügel, erdgeschossiger Putzbau mit Pultdach, gleichzeitig; Einfriedung im Hof, verputzte Ziegelmauer, gleichzeitig; bauliche Gruppe mit Maistraße 5.                                                                                                 | D-5-63-000-785 Wikidata  | weitere Bilder |
| Maistraße 4 (Standort)                        | Mietshaus                                | Dreigeschossiger Mansarddachbau mit reich gegliederter Sandsteinfassade, rustiziertem Erdgeschoss und Zwerchhaus mit Ziergiebel, Neurenaissance, von Leo Gran jr., 1887/88; bauliche Gruppe mit Maistraße 2 / 6. | D-5-63-000-786 Wikidata  | BW             |
| Maistraße 5 (Standort)                        | Mietshaus                                | Dreigeschossiger traufseitiger Satteldachbau mit Putzfassade, Sandsteinerdgeschoss, breitem Sandsteinmittelerker und breitem Walmdach-Zwerchhaus, Spätjugendstil, von Peringer und Rogler, 1909/10; Rückgebäude, dreigeschossiger Backsteinbau mit Mezzaningeschoss und Pultdach, wohl zweite Hälfte 19. Jahrhundert; bauliche Gruppe mit Maistraße 3.                                                                                        | D-5-63-000-787 Wikidata  | weitere Bilder |
| Maistraße 6 (Standort)                        | Mietshaus                                | Dreigeschossiger Mansarddachbau mit reich gegliederter Sandsteinfassade, rustiziertem Erdgeschoss, breitem Mittelrisalit mit Resten von Malerei an der Traufe und breitem Zwerchhaus mit kleinem Ziergiebel, Neurenaissance, von Leo Gran jr., bez. 1890; bauliche Gruppe mit Maistraße 2 / 4. | D-5-63-000-788 Wikidata  | BW             |
| Maistraße 7 (Standort)                        | Mietshaus                                | Dreigeschossiger Mansarddachbau mit reich gegliederter Sandsteinfassade, rustiziertem Erdgeschoss und breitem Zwerchhaus mit Balustraden-Ziergiebel, Neurenaissance, von Leo Gran jr., bez. 1891; Rückgebäude, dreigeschossiger, abgewinkelter Backsteinbau mit Pultdach, teilweise in Fachwerk mit Ziegelausfachung, gleichzeitig; bauliche Gruppe mit Maistraße 9.                                                                          | D-5-63-000-789 Wikidata  | weitere Bilder |
| Maistraße 9 (Standort)                        | Mietshaus                                | Dreigeschossiger Mansarddachbau mit reich gegliederter Sandsteinfassade, rustiziertem Erdgeschoss und breitem Zwerchhaus mit kleinem Segmentgiebel, Neurenaissance, von Leo Gran jr., 1891–93; bauliche Gruppe mit Maistraße 7. | D-5-63-000-1758 Wikidata | weitere Bilder |
| Maistraße 10 (Standort)                       | Wohn- und Geschäftshaus in Ecklage       | Dreigeschossiger Mansarddachbau mit reich gegliederter Sandsteinfassade, abgeschrägter Ecke, Gauben und Zwerchhäusern, Neurenaissance, von Fritz Walter, 1889/90; an Ostseite Restbau des ehemals angeschlossenen Fabrikgebäudes, zweigeschossiger Backsteinbau mit Flachdach, gleichzeitig. | D-5-63-000-790 Wikidata  | BW             |
| Maistraße 11 / 11a (Standort)                 | Doppelmietshaus                          | Symmetrischer, viergeschossiger Mansarddachbau mit Sandsteinfassade, Erkern, Zwerchhäusern mit Volutengiebeln und Fachwerk-Mansarde, im Neu-Nürnberger-Stil, von Leo Gran jr., 1900/01. | D-5-63-000-791 Wikidata  | weitere Bilder |
| Maistraße 17 / 19 (Standort)                  | Ehemalige Volksschule, jetzt Grundschule | Langgestreckter, dreigeschossiger Walmdachbau mit Sandsteinfassade, rustiziertem Erdgeschoss, flachen Eingangsrisaliten und kleinem Uhren-Zwerchgiebel, Neurenaissance, Nordteil von Wilhelm Horneber und Konrad Drexler, 1888, Südteil von Georg Müller und Wolfgang Giesel, 1893/94; Turnhalle, erdgeschossiger Sandsteinbau mit Flachdach und Eckrustika, Neurenaissance, bez. 1891.                                                       | D-5-63-000-792 Wikidata  | weitere Bilder |
| Maistraße 18 (Standort)                       | Ehemalige Krautheimer-Krippe             | Zweigeschossiger Putzbau mit Walmdach und Sandsteineckrustika, viersäuligem Eingangsvorbau und seitlichem Treppenturm mit Zwiebeldach, neuklassizistisch, von Josef Zizler, 1912. | D-5-63-000-793 Wikidata  | weitere Bilder |

## Marienstraße
| Lage                                                                        | Objekt                                                 | Beschreibung | Akten-Nr.                | Bild                                                   |
| --------------------------------------------------------------------------- | ------------------------------------------------------ | --- | ------------------------ | ------------------------------------------------------ |
| Marienstraße 1 (Standort)                                                   | Wohnhaus                                               | Dreigeschossiger Mansarddachbau mit Sandsteinfassade und rustiziertem Erdgeschoss, Neurenaissance, von Wilhelm Horneber, 1888. | D-5-63-000-795 Wikidata  | Wohnhaus                                               |
| Marienstraße 3 (Standort)                                                   | Wohnhaus                                               | Dreigeschossiger Mansarddachbau mit Sandsteinfassade, Konsoltraufgesims und Zwerchhaus mit Dreiecksgiebel über flachem Mittelrisalit, Neurenaissance, von Wilhelm Krämer, 1881; Rückflügel, dreigeschossiger Putzbau mit Pultdach, gleichzeitig; bauliche Einheit mit Marienstraße 5. | D-5-63-000-796 Wikidata  | Wohnhaus                                               |
| Marienstraße 4 (Standort)                                                   | Mietshaus                                              | Dreigeschossiger Mansarddachbau mit reich gegliederter Sandsteinfassade, Fachwerk-Mansardgeschoss, flachem Mittelrisalit mit Erker und breitem Zwerchhaus mit Ziergiebel, im Neu-Nürnberger-Stil, von Adam Egerer, bez. 1900; Rückgebäude, viergeschossiger Backsteinbau mit Mansarddach, gleichzeitig; bauliche Gruppe mit Marienstraße 6 / 8. | D-5-63-000-797 Wikidata  | Mietshaus                                              |
| Marienstraße 5 (Standort)                                                   | Mietshaus                                              | Viergeschossiger traufseitiger Flachsatteldachbau mit Sandsteinfassade, flachem Mittelrisalit, Eckrustika und Konsoltraufgesims, Neurenaissance, von Wilhelm Krämer, 1882, später aufgestockt; Rückflügel, dreigeschossiger Sandsteinbau mit Flachdach, gleichzeitig; bauliche Gruppe mit Marienstraße 3. Zeitweise Wohnhaus der Familie Kissinger | D-5-63-000-798 Wikidata  | Mietshaus                                              |
| Marienstraße 6 (Standort)                                                   | Mietshaus                                              | Dreigeschossiger Mansarddachbau mit Sandsteinfassade, Zwerchhaus mit Schweifgiebel, Mittelerker mit Balkonbrüstung und Fachwerk-Mansardgeschoss, im Neu-Nürnberger-Stil, von Adam Egerer, 1898/99; Zeitweise Wohnhaus der Familie Kissinger. bauliche Gruppe mit Marienstraße 4 / 8. | D-5-63-000-799 Wikidata  | Mietshaus                                              |
| Marienstraße 7 (Standort)                                                   | Wohnhaus                                               | Dreigeschossiger traufseitiger Satteldachbau mit reich gegliederter Sandsteinfassade, Konsoltraufgesims und flachem Mittelrisalit mit Tordurchfahrt und Balkon, spätklassizistisch, von Simon Gieß, 1862/63. | D-5-63-000-800 Wikidata  | Wohnhaus                                               |
| Marienstraße 8 (Standort)                                                   | Mietshaus in Ecklage                                   | Dreigeschossiger Mansarddachbau mit Sandsteinfassade, Fachwerk-Mansardgeschoss, zwei Zwerchhäusern mit Schweifgiebeln, Erker und polygonalem Eckerker mit Haube, im Neu-Nürnberger-Stil, von Adam Egerer, 1897/98; bauliche Gruppe mit Marienstraße 4 / 6. | D-5-63-000-801 Wikidata  | Mietshaus in Ecklage                                   |
| Marienstraße 9 (Standort)                                                   | Wohnhaus                                               | Dreigeschossiger traufseitiger Satteldachbau mit Sandsteinfassade, Sohlbankgesimsen und Rosettenfries an der Traufe, spätklassizistisch, von Johann Gran, 1869; bauliche Gruppe mit Ottostraße 11 / 13. | D-5-63-000-802 Wikidata  | Wohnhaus                                               |
| Marienstraße 10 (Standort)                                                  | Mietshaus in Ecklage                                   | Dreigeschossiger Satteldachbau mit Sandsteinfassade, Sohlbankgesims und Flachgiebel an der abgeschrägten Ecke, spätklassizistisch, von Simon Gieß, 1870/71; bauliche Gruppe mit Marienstraße 12 / 14 und Ottostraße 8. | D-5-63-000-803 Wikidata  | Mietshaus in Ecklage                                   |
| Marienstraße 11 (Standort)                                                  | Wohnhaus in Ecklage                                    | Dreigeschossiger Satteldachbau mit Sandsteinfassade, Konsoltraufgesims und Flachgiebel und Eisengitterbalkon an der abgeschrägten Ecke, spätklassizistisch, von Konrad Weber, 1872; bauliche Gruppe mit Marienstraße 13 / 15. | D-5-63-000-804 Wikidata  | Wohnhaus in Ecklage                                    |
| Marienstraße 12 (Standort)                                                  | Mietshaus, ehemals mit Gaststätte „Zur Kapelle“        | Dreigeschossiger traufseitiger Satteldachbau mit Sandsteinfassade, Sohlbankgesims, und Zahnschnittfries an der Traufe, spätklassizistisch, von Simon Gieß, 1870/71; bauliche Gruppe mit Marienstraße 10 / 14 und Ottostraße 8. | D-5-63-000-805 Wikidata  | Mietshaus, ehemals mit Gaststätte „Zur Kapelle“        |
| Marienstraße 13 (Standort)                                                  | Wohnhaus                                               | Dreigeschossiger traufseitiger Satteldachbau mit Sandsteinfassade, Konsoltraufgesims und Rosettenfries an der Traufe, spätklassizistisch, von Konrad Weber, 1872/73; bauliche Gruppe mit Marienstraße 11 / 15. | D-5-63-000-806 Wikidata  | Wohnhaus                                               |
| Marienstraße 14 (Standort)                                                  | Mietshaus                                              | Dreigeschossiger traufseitiger Satteldachbau mit Sandsteinfassade, Sohlbankgesims und Rosettenfries an der Traufe, spätklassizistisch, von Simon Gieß, 1870/71; bauliche Gruppe mit Marienstraße 10 / 12 und Ottostraße 8. | D-5-63-000-807 Wikidata  | Mietshaus                                              |
| Marienstraße 15 (Standort)                                                  | Wohnhaus                                               | Dreigeschossiger traufseitiger Satteldachbau mit Sandsteinfassade, Konsoltraufgesims und Rosettenfries an der Traufe, spätklassizistisch, von Konrad Weber, um 1872; bauliche Gruppe mit Marienstraße 11 / 13. | D-5-63-000-808 Wikidata  | Wohnhaus                                               |
| Marienstraße 16 (Standort)                                                  | Mietshaus                                              | Dreigeschossiger Mansarddachbau mit reich gegliederter Sandsteinfassade, Konsoltraufgesims und Zwerchhaus, Neurenaissance, von Wilhelm Krämer, 1880/81. | D-5-63-000-809 Wikidata  | Mietshaus                                              |
| Marienstraße 17 (Standort)                                                  | Mietshaus                                              | Dreigeschossiger Mansarddachbau mit reich gegliederter Sandsteinfassade, rustiziertem Erdgeschoss und Zwerchhaus mit Ziergiebel, Neurenaissance, von Georg Eberdt und Vornberg und Scharff, bez. 1891; Rückgebäude im Hof, Wohnhaus, zweigeschossiger traufseitiger Sandsteinbau mit Satteldach, Zwerchhaus mit Dreiecksgiebel und hölzernem Konsoltraufgesims, spätklassizistisch, von Konrad Weber, bez. 1869. | D-5-63-000-810 Wikidata  | Mietshaus                                              |
| Marienstraße 19 (Standort)                                                  | Mietshaus                                              | Dreigeschossiger traufseitiger Satteldachbau mit Sandsteinfassade, Konsoltraufgesims und Rosettenfries an der Traufe, spätklassizistisch, von Konrad Weber, 1873; bauliche Gruppe mit Marienstraße 21 / 23 / 25. | D-5-63-000-811 Wikidata  | Mietshaus                                              |
| Marienstraße 20 (Standort)                                                  | Wohnhaus                                               | Dreigeschossiger traufseitiger Satteldachbau mit Sandsteinfassade, Sohlbankgesims und Rosettenfries an der Traufe, spätklassizistisch, wohl von Johann Söhnlein, um 1868. | D-5-63-000-812 Wikidata  | Wohnhaus                                               |
| Marienstraße 21 (Standort)                                                  | Mietshaus                                              | Dreigeschossiger traufseitiger Satteldachbau mit Sandsteinfassade, Konsoltraufgesims und Rosettenfries an der Traufe, spätklassizistisch, von Konrad Weber, 1871–1873; bauliche Gruppe mit Marienstraße 19 / 23 / 25. | D-5-63-000-1721 Wikidata | Mietshaus                                              |
| Marienstraße 23 (Standort)                                                  | Mietshaus                                              | Dreigeschossiger traufseitiger Satteldachbau mit Sandsteinfassade, Konsoltraufgesims und Rosettenfries an der Traufe, spätklassizistisch, von Konrad Weber, 1873/74; bauliche Gruppe mit Marienstraße 19 / 21 / 25. | D-5-63-000-813 Wikidata  | Mietshaus                                              |
| Marienstraße 24 (Standort)                                                  | Wohnhaus mit ehemaliger Gaststätte „Zum Gambrinus“     | Dreigeschossiger traufseitiger Satteldachbau mit Sandsteinfassade, Rundbogenfries an der Traufe, flachem Mittelrisalit und Zwerchhaus mit Dreiecksgiebel und Konsoltraufgesims, spätklassizistisch, wohl von Simon Gieß, 1866; Rückgebäude, wohl Lager- und Werkstattgebäude, erdgeschossige Sichtziegel- und Sandsteinbauten mit flachem Pultdach, letztes Viertel 19. Jahrhundert | D-5-63-000-814 Wikidata  | Wohnhaus mit ehemaliger Gaststätte „Zum Gambrinus“     |
| Marienstraße 25 (Standort)                                                  | Mietshaus in Ecklage                                   | Dreigeschossiger Satteldachbau mit Sandsteinfassade, Konsoltraufgesims und Flachgiebel mit Büstenmedaillon an der abgeschrägten Ecke, spätklassizistisch, von Konrad Weber, 1875; bauliche Gruppe mit Marienstraße 19 / 21 / 23. | D-5-63-000-815 Wikidata  | Mietshaus in Ecklage                                   |
| Marienstraße 26 / 28 (Standort)                                             | Doppelwohnhaus                                         | Dreigeschossiger traufseitiger Satteldachbau mit Sandsteinfassade und Sohlbankgesimsen, spätklassizistisch, von Wilhelm Evora und Jakob Meyer, um 1875; bauliche Gruppe mit Schillerstraße 9 / 11. | D-5-63-000-1601 Wikidata | weitere Bilder                                         |
| Marienstraße 27 (Standort)                                                  | Wohnhaus                                               | Dreigeschossiger traufseitiger Satteldachbau mit Sandsteinfassade, Sohlbankgesimsen und Rosettenfries an der Traufe, spätklassizistisch, von Melchior Horneber, 1874. | D-5-63-000-816 Wikidata  | Wohnhaus                                               |
| Marienstraße 29 (Standort)                                                  | Wohnhaus                                               | Dreigeschossiger traufseitiger Satteldachbau mit Sandsteinfassade, Sohlbankgesims und Rosettenfries an der Traufe, spätklassizistisch, von Melchior Horneber, 1869/70; Rückgebäude, zweigeschossiger, zweiflügeliger Sandstein- und Backsteinbau mit Pultdach, wohl gleichzeitig; bauliche Gruppe mit Marienstraße 31 / 33. | D-5-63-000-817 Wikidata  | weitere Bilder                                         |
| Marienstraße 30 (Standort)                                                  | Wohnhaus in Ecklage                                    | Dreigeschossiger Mansarddachbau mit Sandsteinfassade, Rosettenfries an der Traufe und Flachgiebel mit Büstenmedaillon an der abgeschrägten Ecke, spätklassizistisch, von Jakob Meyer, 1875, Dachumbau 1897; bauliche Gruppe mit Marienstraße 32 und Schillerstraße 14. | D-5-63-000-818 Wikidata  | weitere Bilder                                         |
| Marienstraße 31 (Standort)                                                  | Wohnhaus                                               | Dreigeschossiger traufseitiger Satteldachbau mit Sandsteinfassade, Sohlbankgesims und Rosettenfries an der Traufe, spätklassizistisch, von Melchior Horneber, 1872/73; Rückgebäude, zweigeschossiger Sandsteinbau mit Pultdach und verputztem Obergeschoss, letztes Viertel 19. Jahrhundert; Rückgebäude, zweigeschossiger Fachwerkbau mit Ziegelsteinausfachung und Pultdach, letztes Viertel 19. Jahrhundert; bauliche Gruppe mit Marienstraße 29 / 33.                                                                | D-5-63-000-819 Wikidata  | Wohnhaus                                               |
| Marienstraße 32 (Standort)                                                  | Wohnhaus                                               | Dreigeschossiger traufseitiger Satteldachbau mit Sandsteinfassade, Sohlbankgesims und Rosettenfries an der Traufe, spätklassizistisch, von Jakob Meyer, 1874/75; bauliche Gruppe mit Eckhaus Marienstraße 30 und Schillerstraße 14. | D-5-63-000-820 Wikidata  | Wohnhaus                                               |
| Marienstraße 33 (Standort)                                                  | Wohnhaus                                               | Dreigeschossiger traufseitiger Satteldachbau mit Sandsteinfassade, Sohlbankgesims und Rosettenfries an der Traufe, spätklassizistisch, von Melchior Horneber, 1871/72; Rückgebäude, dreigeschossiger Sandsteinbau mit Pultdach, letztes Viertel 19. Jahrhundert, Aufstockung wohl 20. Jahrhundert; Rückgebäude, wohl ehemaliges Werkstattgebäude, zweigeschossiger, zweiflügeliger Ziegelbau mit Fachwerkfassaden, Aufzugsgaube und Pultdach, letztes Viertel 19. Jahrhundert; bauliche Gruppe mit Marienstraße 29 / 31. | D-5-63-000-821 Wikidata  | Wohnhaus                                               |
| Marienstraße 34 (Standort)                                                  | Wohnhaus, ehemals mit „Restauration zum alten Turko“   | Dreigeschossiger traufseitiger Satteldachbau mit Sandsteinfassade und Sohlbankgesims, spätklassizistisch, von Johann Michael Zink, 1869/70. | D-5-63-000-822 Wikidata  | weitere Bilder                                         |
| Marienstraße 35 (Standort)                                                  | Mietshaus                                              | Dreigeschossiger traufseitiger Satteldachbau mit Sandsteinfassade, Lisenengliederung und Rosetten- und Zahnschnittfries an der Traufe, spätklassizistisch, von Simon Gieß, 1869; bauliche Einheit mit Marienstraße 37. | D-5-63-000-823 Wikidata  | Mietshaus                                              |
| Marienstraße 36 (Standort)                                                  | Wohnhaus                                               | Dreigeschossiger traufseitiger Satteldachbau mit reich gegliederter Sandsteinfassade, Konsoltraufgesims, flachem Mittelrisalit mit Eisenbalkon und Zwerchhaus mit Dreiecksgiebel, spätklassizistisch, 1866. | D-5-63-000-824 Wikidata  | Wohnhaus                                               |
| Marienstraße 37 (Standort)                                                  | Mietshaus                                              | Dreigeschossiger traufseitiger Satteldachbau mit Sandsteinfassade, Lisenengliederung und Rosetten- und Zahnschnittfries an der Traufe, spätklassizistisch, von Simon Gieß, 1869; bauliche Einheit mit Marienstraße 35. | D-5-63-000-825           | Mietshaus                                              |
| Marienstraße 38 (Standort)                                                  | Mietshaus in Ecklage                                   | Viergeschossiger Satteldachbau mit Sandsteinfassade und Erker an der abgeschrägten Ecke, Neurenaissance, von Wilhelm Horneber, 1885; bauliche Gruppe mit Theaterstraße 37. | D-5-63-000-826 Wikidata  | Mietshaus in Ecklage                                   |
| Marienstraße 39 (Standort)                                                  | Mietshaus in Ecklage                                   | Viergeschossiger Flachsatteldachbau mit Sandsteinfassade, Konsoltraufgesims und Erker an der abgeschrägten Ecke, Neurenaissance, wohl von Johann Christoph Kißkalt, 1883/84; bauliche Gruppe mit Theaterstraße 39. | D-5-63-000-827 Wikidata  | Mietshaus in Ecklage                                   |
| Marienstraße 40 (Standort)                                                  | Wohnhaus                                               | Dreigeschossiger traufseitiger Satteldachbau mit Sandsteinfassade, Traufenfries, Konsoltraufgesims und Rundbogentor, spätklassizistisch, von Johann Christoph Kißkalt, 1877; bauliche Gruppe mit Marienstraße 42. | D-5-63-000-828 Wikidata  | Wohnhaus                                               |
| Marienstraße 41 (Standort)                                                  | Miethaus in Ecklage                                    | Viergeschossiger Satteldachbau mit Sandsteinfassaden, Zahnschnittfries an der Traufe und Erker an der abgeschrägten Ecke, Neurenaissance, von Wilhelm Horneber, 1887; bauliche Gruppe mit Marienstraße 43. | D-5-63-000-829 Wikidata  | Miethaus in Ecklage                                    |
| Marienstraße 42 (Standort)                                                  | Wohnhaus                                               | Dreigeschossiger traufseitiger Satteldachbau mit Sandsteinfassade, Traufenfries, Konsoltraufgesims und Rundbogentor, spätklassizistisch, von Johann Christoph Kißkalt, 1877; bauliche Gruppe mit Marienstraße 40. | D-5-63-000-830           | Wohnhaus                                               |
| Marienstraße 43 (Standort)                                                  | Mietshaus                                              | Viergeschossiger traufseitiger Satteldachbau mit Sandsteinfassade und Zahnschnittfries an der Traufe, spätklassizistisch, von Wilhelm Horneber, 1889/90; bauliche Gruppe mit Eckhaus Marienstraße 41. | D-5-63-000-831 Wikidata  | Mietshaus                                              |
| Marienstraße 44 (Standort)                                                  | Mietshaus                                              | Dreigeschossiger traufseitiger Satteldachbau mit Sandsteinfassade und Konsoltraufgesims, spätklassizistisch, von Johann Christoph Kißkalt, 1878/79. | D-5-63-000-832 Wikidata  | Mietshaus                                              |
| Marienstraße 45 (Standort)                                                  | Mietshaus                                              | Dreigeschossiger Mansarddachbau mit Sandsteinfassade und Mittelerker mit Balkonbrüstung, Neurenaissance, von Wilhelm Horneber, 1890/91; bauliche Gruppe mit Marienstraße 47. | D-5-63-000-833 Wikidata  | Mietshaus                                              |
| Marienstraße 46 (Standort)                                                  | Wohnhaus in Ecklage, ehemals mit Gaststätte „Panorama“ | Dreigeschossiger Satteldachbau mit reich gegliederter Sandsteinfassade und Eisenbalkon und Ziergiebel an der abgeschrägten Ecke, frühe Neurenaissance, von Johann Christoph Kißkalt, bez. 1879. | D-5-63-000-834 Wikidata  | Wohnhaus in Ecklage, ehemals mit Gaststätte „Panorama“ |
| Marienstraße 46 / Pfisterstraße 29 / 31 / 32 / 34 / 36 / 38 / 40 (Standort) | Felsenkellersystem Mariensteig                         | Gangsystem von zwei Rundgängen, wohl 18./19. Jahrhundert, um 1940 zu Luftschutztiefbunker ausgebaut; erstreckt sich vom Mariensteig zwischen Pfisterstraße 38 und 40 unter der Pfisterstraße; ehemals verbunden mit Felsenkellersystem mit Zugang von Badstraße 3. | D-5-63-000-1692 Wikidata | BW                                                     |
| Marienstraße 47 (Standort)                                                  | Mietshaus                                              | Dreigeschossiger Mansarddachbau mit Sandsteinfassade und Mittelerker mit Balkonbrüstung, Neurenaissance, von Wilhelm Horneber, 1894/95; Rückflügel, zweigeschossiger Sandsteinbau mit Pultdach, gleichzeitig; bauliche Gruppe mit Marienstraße 45. | D-5-63-000-835 Wikidata  | Mietshaus                                              |
| Marienstraße 49 (Standort)                                                  | Mietshaus in Ecklage                                   | Dreigeschossiger Mansarddachbau mit Sandsteinfassade, rustiziertem Erdgeschoss und Erker an der abgeschrägten Ecke, Neurenaissance, von Wilhelm Horneber, 1899. | D-5-63-000-836 Wikidata  | Mietshaus in Ecklage                                   |

## Marktplatz
| Lage                        | Objekt                                 | Beschreibung | Akten-Nr.                | Bild                                   |
| --------------------------- | -------------------------------------- | --- | ------------------------ | -------------------------------------- |
| Marktplatz 1 (Standort)     | Wohnhaus                               | Dreigeschossiger giebelständiger Putzbau mit Satteldach, Walmdachzwerchhaus und rustiziertem Erdgeschoss, Hofflügel mit Galerien, um 1700, Umbau Erdgeschoss 1834, 1877 und 1906; Rundbogentor zu Marktplatz 3, verputzte, rustizierte Sandsteinmauer, gleichzeitig; Teil des Ensembles Altstadt. | D-5-63-000-838 Wikidata  | weitere Bilder                         |
| Marktplatz 2 (Standort)     | Ehemaliges Gasthaus „Goldener Schwan“  | Zweigeschossiges giebelständiges Eckhaus in Sandsteinquadern mit durch Gesimse geteiltem Schweifgiebel mit Voluten, traufseitig mit Fachwerkobergeschoss, östliche Traufseite verschiefert mit Giebelzwerchhaus, 1681, wohl um 1800 verändert; Gedenktafel für Hermann Weigmann; Korbbogentor zu Marktplatz 4, Sandstein mit seitlichen Kugelbekrönungen, gleichzeitig; Rückgebäude, zweigeschossiger Satteldachbau mit Sandsteinerdgeschoss und verschiefertem Fachwerkobergeschoss und Giebel, 17./18. Jahrhundert; Teil des Ensembles Altstadt. | D-5-63-000-839 Wikidata  | weitere Bilder                         |
| Marktplatz 3 (Standort)     | Wohnhaus                               | Freistehender, dreigeschossiger und verputzter Walmdachbau mit Walmdachzwerchhaus, seitlich mit Fachwerkobergeschoss, 18. Jahrhundert; Teil des Ensembles Altstadt. | D-5-63-000-840 Wikidata  | Wohnhaus                               |
| Marktplatz 4 (Standort)     | Wohnhaus                               | Dreigeschossiger Fachwerkbau mit Sandsteinerdgeschoss, Walmdach und Dreiecksgiebel, im Hof mit Holzgalerie, gegen oder um 1700, klassizistische Umgestaltung mit Dreiecksgiebel erste Hälfte 19. Jahrhundert, Umbau Erdgeschoss 1911; Teil des Ensembles Altstadt. | D-5-63-000-841 Wikidata  | Wohnhaus                               |
| Marktplatz 5 (Standort)     | Wohnhaus                               | Zweigeschossiger giebelständiger Sandsteinbau mit Satteldach, verputztem Obergeschoss und Volutengiebel. wohl zweites Viertel 18. Jahrhundert, Ladeneinbau im Erdgeschoss von Bräutigam und Wiessner, 1909; Korbbogentor zu Marktplatz 7, Sandsteinmauerwerk, gleichzeitig; im Hof sogenannter ehemaliger Stadlershof, Baugruppe kleiner Fachwerkhäuser; ehemaliges Nebengebäude mit ehemaliger Scheune, zweigeschossiger Traufseitbau mit vorkragendem Fachwerkobergeschoss und angeschlossenem erdgeschossigem Giebelbau mit Fachwerkgiebel, 17./18. Jahrhundert; Wohnhaus, abgewinkelter zweigeschossiger Satteldachbau mit Fachwerkobergeschoss und -giebeln und Fachwerkzwerchhaus, 17./18. Jahrhundert; Nebengebäude, ein- bis zweigeschossiger giebelständiger Fachwerkbau, 17./18. Jahrhundert; Teil des Ensembles Altstadt. | D-5-63-000-842 Wikidata  | weitere Bilder                         |
| Marktplatz 6 (Standort)     | Wohnhaus                               | Schmaler, dreigeschossiger und giebelständiger Mansardgiebeldachbau mit Sandsteinfassade und hohem Schweifgiebel, im Kern 17./18. Jahrhundert, frühklassizistische Fassadenumgestaltung und wohl Aufstockung von Georg E(c)kart, um 1800; bauliche Gruppe mit Marktplatz 8; Teil des Ensembles Altstadt. | D-5-63-000-843 Wikidata  | Wohnhaus                               |
| Marktplatz 7 / 9 (Standort) | Doppelwohnhaus                         | Dreigeschossiger traufseitiger Fachwerkbau mit Sandsteinerdgeschoss, Satteldach und zwei Walmdach-Zwerchhäusern. Rückflügel mit zwei Sandsteingeschossen, Fachwerkobergeschoss und Fachwerk-Aufzugsgaube, 17./18. Jahrhundert; Rückgebäude, zweigeschossiger giebelständiger Fachwerkbau auf Sandsteinsockel mit Satteldach, 1695; Teil des Ensembles Altstadt. | D-5-63-000-844 Wikidata  | weitere Bilder                         |
| Marktplatz 8 (Standort)     | Wohnhaus                               | Schmaler, dreigeschossiger und giebelständiger Mansardgiebeldachbau mit hohem Schweifgiebel und Sandsteinfassade mit verputztem Erdgeschoss, im Kern 17. Jahrhundert, frühklassizistische Fassadenumgestaltung und Aufstockung von Georg Eckart, 1802, Erdgeschossumbau 1895 und bez. 1949; Rückgebäude, zweigeschossiger Sandsteinbau mit Mansarddach, bez. 1782; bauliche Gruppe mit Marktplatz 6; Teil des Ensembles Altstadt. | D-5-63-000-845 Wikidata  | Wohnhaus                               |
| Marktplatz 10 (Standort)    | Ehemaliges Gasthaus „Zum weißen Engel“ | Zweigeschossiger, giebelständiger Sandsteinquaderbau mit Volutengiebel, wohl Mitte 18. Jahrhundert, Erdgeschossumbau von Georg Böhner, 1910; Rückgebäude, zweigeschossiger traufseitiger Fachwerkbau mit Satteldach, 18./19. Jahrhundert; Einfriedung, Sandsteinquadermauer, 18./19. Jahrhundert; Teil des Ensembles Altstadt. | D-5-63-000-849 Wikidata  | Ehemaliges Gasthaus „Zum weißen Engel“ |
| Marktplatz 11 (Standort)    | Ehemalige Apotheke                     | Eckgebäude, dreigeschossiger traufseitiger Fachwerkbau mit Sandsteinerdgeschoss, Satteldach, Fachwerk-Zwerchgiebel mit Aufzugsdächlein und Fachwerkerker, im Kern von 1661 (dendrochronologisch datiert), südwestlicher platzseitiger Anbau vor 1704, Nordostgiebel von 1710 (dendrochronologisch datiert), Treppenturm von 1715 (dendrochronologisch datiert), Aufstockung 1728 (dendrochronologisch datiert), rückwärtige westliche Erweiterung 1879 (dendrochronologisch datiert); nordöstliches Rückgebäude, zweigeschossiger Satteldachbau, im Kern von 1684 (dendrochronologisch datiert); östliches Rückgebäude zur Angerstraße, dreigeschossiger Satteldachbau, im Kern wohl von 1728, moderne Aufstockung; Teil des Ensembles Altstadt.                                                                                     | D-5-63-000-847 Wikidata  | weitere Bilder                         |
| Marktplatz 12 (Standort)    | Wohnhaus                               | Zweigeschossiger giebelständiger Satteldachbau auf Sandsteinsockel, mit Aufzugsdächlein, Fachwerkobergeschoss und -giebel, 17./18. Jahrhundert, Umbau und Renovierung von Bräutigam und Wiessner, 1916; Teil des Ensembles Altstadt. | D-5-63-000-850 Wikidata  | Wohnhaus                               |
| Marktplatz 12 (Standort)    | Scheune                                | Erdgeschossiger Fachwerkbau mit Satteldach, 18. Jahrhundert, Erdgeschoss massiv umgebaut 19. Jahrhundert; Teil des Ensembles Altstadt. | D-5-63-000-848 Wikidata  | BW                                     |
| Marktplatz 14 (Standort)    | Wohnhaus                               | zweigeschossiger giebelständiger Fachwerkbau mit Satteldach, rückseitig Sandsteinerdgeschoss, 2. Hälfte 17. Jh. | D-5-63-000-1842 Wikidata | Wohnhaus                               |

## Mathildenstraße
| Lage                          | Objekt                         | Beschreibung | Akten-Nr.                | Bild                           |
| ----------------------------- | ------------------------------ | --- | ------------------------ | ------------------------------ |
| Mathildenstraße 1 (Standort)  | Mietshaus                      | Viergeschossiger Mansarddachbau mit reich gegliederter Sandsteinfassade, Portalnische, Polygonalerker und Zwerchgiebel, Neurenaissance, von Adam Egerer, bez. 1905; bauliche Gruppe mit Schwabacher Straße 34 / 36. | D-5-63-000-851 Wikidata  | Mietshaus                      |
| Mathildenstraße 5 (Standort)  | Mietshaus                      | Dreigeschossiger Mansarddachbau mit Sandsteinfassade, Neurenaissance, von Wilhelm Horneber, 1890. | D-5-63-000-852 Wikidata  | Mietshaus                      |
| Mathildenstraße 7 (Standort)  | Ehemalige Israelitische Schule | Dreigeschossiger traufseitiger Satteldachbau mit Sandsteinfassade und reich gestalteter mittlerer Eingangsachse, spätklassizistisch, von Friedrich Schmidt, 1862/63. | D-5-63-000-853 Wikidata  | Ehemalige Israelitische Schule |
| Mathildenstraße 8 (Standort)  | Mietshaus                      | Dreigeschossiger traufseitiger Satteldachbau mit reich gegliederter Sandsteinfassade, Zwerchhaus mit Dreiecksgiebel und Ladenfront mit Gusseisensäulen, Neurenaissance, von Rieder, 1880; zugehörig Rückgebäude, Wohnhaus, zweigeschossiger Sandsteinbau mit Mansarddach, gleichzeitig.                                                                | D-5-63-000-854 Wikidata  | Mietshaus                      |
| Mathildenstraße 9 (Standort)  | Wohnhaus                       | Dreigeschossiger traufseitiger Satteldachbau mit Sandsteinfassade, mittigem Stichbogentor und reichem Konsoltraufgesims, spätklassizistisch, von J. Philipp Krieger, 1863. | D-5-63-000-855 Wikidata  | Wohnhaus                       |
| Mathildenstraße 10 (Standort) | Wohnhaus                       | Dreigeschossiger traufseitiger Satteldachbau mit Sandsteinfassade und erhöhtem, flachgiebeligem Mittelrisalit, spätklassizistisch, 1877/78. | D-5-63-000-856 Wikidata  | Wohnhaus                       |
| Mathildenstraße 11 (Standort) | Wohnhaus in Ecklage            | Dreigeschossiger Satteldachbau mit Sandsteinfassade und Stichbogenfenstern und -toren im Erdgeschoss, spätklassizistisch, von Paulus Müller, 1863/64. | D-5-63-000-857 Wikidata  | Wohnhaus in Ecklage            |
| Mathildenstraße 12 (Standort) | Wohnhaus mit Gaststätte        | Dreigeschossiger traufseitiger Satteldachbau mit Sandsteinfassade, Lisenengliederung und Sohlbankgesims, spätklassizistisch, von Jakob Meyer, 1870. | D-5-63-000-858 Wikidata  | Wohnhaus mit Gaststätte        |
| Mathildenstraße 13 (Standort) | Wohnhaus in Ecklage            | Dreigeschossiger Satteldachbau mit Sandsteinfassade, Stichbogenfenstern im Erdgeschoss und Sohlbankgesims, spätklassizistisch, von Johann Georg Hofmann, 1863. | D-5-63-000-859 Wikidata  | Wohnhaus in Ecklage            |
| Mathildenstraße 14 (Standort) | Wohnhaus                       | Dreigeschossiger traufseitiger Satteldachbau mit Sandsteinfassade und Sohlbankgesimsen, spätklassizistisch, wohl um 1864/65. | D-5-63-000-860 Wikidata  | Wohnhaus                       |
| Mathildenstraße 17 (Standort) | Wohnhaus                       | Dreigeschossiger traufseitiger Satteldachbau mit Sandsteinfassade, Mittelerker, Konsoltraufgesims und breitem Zwerchhaus mit Dreiecksgiebel, spätklassizistisch, von Wilhelm Schmidt, 1875/76; Rückgebäude, zweigeschossiger, langgestreckter Sandsteinbau mit Pultdach, letztes Viertel 19. Jahrhundert; bauliche Gruppe mit Mathildenstraße 19 / 21. | D-5-63-000-861 Wikidata  | Wohnhaus                       |
| Mathildenstraße 19 (Standort) | Wohnhaus                       | Dreigeschossiger traufseitiger Satteldachbau mit Sandsteinfassade und flachgiebeligem Zwerchhaus, spätklassizistisch, von Wilhelm Schmidt, 1877; bauliche Gruppe mit Mathildenstraße 17 / 21. | D-5-63-000-1713 Wikidata | Wohnhaus                       |
| Mathildenstraße 20 (Standort) | Wohnhaus                       | Dreigeschossiger traufseitiger Satteldachbau mit Sandsteinfassade, Stichbogenfenstern, Sohlbankgesims und Rosettenfries an der Traufe, spätklassizistisch, von Johann Michael Zink, 1865. | D-5-63-000-862 Wikidata  | Wohnhaus                       |
| Mathildenstraße 21 (Standort) | Wohnhaus                       | Dreigeschossiger traufseitiger Satteldachbau mit Sandsteinfassade und flachgiebeligem Zwerchhaus, spätklassizistisch, von Wilhelm Schmidt, 1877; bauliche Gruppe mit Mathildenstraße 17 / 19. | D-5-63-000-863 Wikidata  | Wohnhaus                       |
| Mathildenstraße 22 (Standort) | Wohnhaus                       | Dreigeschossiger traufseitiger Satteldachbau mit Sandsteinfassade, Konsoltraufgesims und flachem Mittelrisalit mit gebauchtem Schmiedeisenbalkon über Schnitzportal mit Gittern, spätklassizistisch, von Johann Michael Zink, 1863; im Hof Remise, erdgeschossiger traufseitiger Sandsteinbau mit Satteldach und Fachwerkaufzugsgiebel, bez. 1863.     | D-5-63-000-864 Wikidata  | Wohnhaus                       |
| Mathildenstraße 23 (Standort) | Mietshaus in Ecklage           | Dreigeschossiger Satteldachbau mit Sandsteinfassade, Flachgiebel und Eisenbalkon an der abgeschrägten Ecke, Konsoltraufgesims und Neurenaissance-Ladenstock aus Gusseisen, spätklassizistisch, von Wilhelm Schmidt, Ladeneinbau 1891. Geburtshaus von Henry Kissinger.                                                                                 | D-5-63-000-865 Wikidata  | Mietshaus in Ecklage           |
| Mathildenstraße 24 (Standort) | Mietshaus                      | Dreigeschossiger Mansarddachbau mit reich gegliederter Sandsteinfassade, Zwerchhaus und Mittelerker, Neurenaissance, von Adam Egerer, 1902; Rückgebäude, zweigeschossiger traufseitiger Sandsteinbau mit Satteldach, gleichzeitig. | D-5-63-000-866 Wikidata  | Mietshaus                      |
| Mathildenstraße 28 (Standort) | Wohnhaus                       | Dreigeschossiger traufseitiger Satteldachbau mit Sandsteinfassade, Konsoltraufgesims und flachem Mittelrisalit mit Dreiecksgiebel, Polygonalerker und Jugendstil-Ladenfront, spätklassizistisch, von Jakob Christian Bantel, 1865/66, Polygonalerker und Ladeneinbau von Ebert und Müller, 1908.                                                       | D-5-63-000-868 Wikidata  | Wohnhaus                       |
| Mathildenstraße 30 (Standort) | Mietshaus                      | Dreigeschossiger Mansarddachbau mit reich gegliederter Sandsteinfassade, rustiziertem Erdgeschoss und Schnitztür mit Gittern, Neurenaissance, von Georg Kißkalt, 1890; Rückgebäude, zweigeschossiger Sandsteinbau mit Pultdach, gleichzeitig. | D-5-63-000-869 Wikidata  | Mietshaus                      |
| Mathildenstraße 32 (Standort) | Mietshaus                      | Dreigeschossiger Mansarddachbau mit reich gegliederter Sandsteinfassade und Schnitztür mit Gittern, Neurenaissance, 1890; Rückgebäude, zweigeschossiger Backsteinbau mit Mansarddach, gleichzeitig; bauliche Gruppe mit Theaterstraße 25. | D-5-63-000-1666 Wikidata | Mietshaus                      |
| Mathildenstraße 33 (Standort) | Mietshaus                      | Viergeschossiger traufseitiger Satteldachbau mit Sandsteinfassade und Sohlbankgesimsen, Neurenaissance, von Hans (Johann) Horneber, 1889/90; bauliche Gruppe mit Mathildenstraße 35. | D-5-63-000-870 Wikidata  | Mietshaus                      |
| Mathildenstraße 34 (Standort) | Mietshaus in Ecklage           | Dreigeschossiger Mansarddachbau mit Sandsteinfassade, Zwerchhaus mit Dreiecksgiebel und Erker an der abgeschrägten Ecke, frühe Neurenaissance, von Wilhelm Horneber, bez. 1882. | D-5-63-000-871 Wikidata  | Mietshaus in Ecklage           |
| Mathildenstraße 35 (Standort) | Mietshaus                      | Viergeschossiger traufseitiger Satteldachbau mit Sandsteinfassade, Sohlbankgesimsen und stichbogiger Tordurchfahrt, Neurenaissance, von Hans (Johann) Horneber, 1889/90; bauliche Gruppe mit Mathildenstraße 33. | D-5-63-000-872 Wikidata  | Mietshaus                      |
| Mathildenstraße 37 (Standort) | Mietshaus                      | Dreigeschossiger Mansarddachbau mit Sandsteinfassade und Dachgauben, Neurenaissance, von Hans Horneber, 1890/91; Rückgebäude, erdgeschossiger Backsteinbau mit Fachwerk-Kniestock, Pultdach und Aufzugsgaube, gleichzeitig; bauliche Gruppe mit Mathildenstraße 39 / 41.                                                                               | D-5-63-000-873 Wikidata  | Mietshaus                      |
| Mathildenstraße 39 (Standort) | Mietshaus                      | Dreigeschossiger Mansarddachbau mit Sandsteinfassade, rustiziertem Erdgeschoss und Konsoltraufgesims, Neurenaissance, von Hans Horneber, 1891/92; bauliche Gruppe mit Mathildenstraße 37 / 41. | D-5-63-000-1714 Wikidata | Mietshaus                      |
| Mathildenstraße 40 (Standort) | Mietshaus in Ecklage           | Freistehender, zweigeschossiger Mansardwalmdachbau auf hohem Sockelgeschoss mit reich gegliederter Sandsteinfassade mit Polygonalerker und Zwerchgiebel an der abgeschrägten Ecke, Neurenaissance, von Georg Kißkalt, bez. 1882. | D-5-63-000-874 Wikidata  | Mietshaus in Ecklage           |
| Mathildenstraße 41 (Standort) | Mietshaus in Ecklage           | Dreigeschossiger Mansarddachbau mit Sandsteinfassade, abgeschrägter Ecke und Dachgauben, Neurenaissance, von Hans Horneber, 1890; bauliche Gruppe mit Mathildenstraße 37 / 39. | D-5-63-000-875 Wikidata  | Mietshaus in Ecklage           |
| Mathildenstraße 42 (Standort) | Mietshaus                      | Dreigeschossiger Mansarddachbau mit Sandsteinfassade, rustiziertem Erdgeschoss und breitem Zwerchhaus mit Attika und Segmentgiebel, Neurenaissance, von Hans Horneber, 1896; bauliche Gruppe mit Mathildenstraße 44 / 46 / 48 / 50. | D-5-63-000-1715 Wikidata | Mietshaus                      |
| Mathildenstraße 44 (Standort) | Mietshaus                      | Dreigeschossiger Mansarddachbau mit Sandsteinfassade, rustiziertem Erdgeschoss und breitem Zwerchhaus mit Attika und Segmentgiebel, Neurenaissance, von Adam Egerer, bez. 1895; bauliche Gruppe mit Mathildenstraße 42 / 46 / 48 / 50. | D-5-63-000-1716 Wikidata | Mietshaus                      |
| Mathildenstraße 46 (Standort) | Mietshaus                      | Dreigeschossiger Mansarddachbau mit Sandsteinfassade, rustiziertem Erdgeschoss und breitem Zwerchhaus mit Attika und Segmentgiebel, Neurenaissance, von Hans Horneber, 1897/98; Rückgebäude, zweigeschossiger Putzbau mit Pultdach, gleichzeitig; bauliche Gruppe mit Mathildenstraße 42 / 44 / 48 / 50.                                               | D-5-63-000-1717 Wikidata | Mietshaus                      |
| Mathildenstraße 48 (Standort) | Mietshaus                      | Dreigeschossiger Mansarddachbau mit Sandsteinfassade, rustiziertem Erdgeschoss und breitem Zwerchhaus mit Attika und Segmentgiebel, Neurenaissance, von Hans Horneber, 1897; bauliche Gruppe mit Mathildenstraße 42 / 44 / 46 / 50. | D-5-63-000-1718 Wikidata | Mietshaus                      |
| Mathildenstraße 50 (Standort) | Mietshaus in Ecklage           | Dreigeschossiger Mansarddachbau mit reich gegliederter Sandsteinfassade, breiten Zwerchhäusern mit Attika, Segmentgiebel und Eckerker mit Eisenbalkonbrüstung, Neurenaissance, von Fritz Walter, 1894; bauliche Gruppe mit Mathildenstraße 42 / 44 / 46 / 48.                                                                                          | D-5-63-000-876 Wikidata  | Mietshaus in Ecklage           |

## Mauerstraße
| Lage                     | Objekt                              | Beschreibung | Akten-Nr.               | Bild |
| ------------------------ | ----------------------------------- | --- | ----------------------- | ---- |
| Mauerstraße 2 (Standort) | Mietshaus mit Gaststätte in Ecklage | Dreigeschossiger Mansarddachbau mit Sandsteinfassade mit rustiziertem Erdgeschoss, Eisenbalkon an der angeschrägten Ecke und Zwerchhäusern, barockisierender Jugendstil, von Bräutigam und Wiessner, 1905/06. | D-5-63-000-877 Wikidata | BW   |

## Maxbrücke
| Lage                                              | Objekt            | Beschreibung                                                                                                   | Akten-Nr.                | Bild           |
| ------------------------------------------------- | ----------------- | --- | ------------------------ | -------------- |
| Maxbrücke / Hans-Segitz-Steg / Rednitz (Standort) | Böschungsgeländer | Böschungsgeländer im Anschluss an die (erneuerte) Maxbrücke, Betonpfeiler und Eisengeländer, Jugendstil, 1903. | D-5-63-000-1623 Wikidata | weitere Bilder |

## Max-Planck-Straße
| Lage                            | Objekt                                                    | Beschreibung | Akten-Nr.                          | Bild |
| ------------------------------- | --------------------------------------------------------- | --- | ---------------------------------- | ---- |
| Max-Planck-Straße 15 (Standort) | Evangelisch-Lutherische Heilig-Geist-Kirche (Pfarrkirche) | Betonbau mit großflächiger Verglasung, Sichtziegelwänden und voll verglaster niedriger Eingangsfront, querrechteckiger Saalraum unter zur Altarwand ansteigendem Pultdach; mit Ausstattung; Campanile, Betonbau, sämtlich von Theo Steinhauser, Weihe 1963.                                                  | D-5-63-000-1697 Wikidata           | BW   |
| Max-Planck-Straße 19 (Standort) | Turnhalle der Mittelschule Soldnerstraße                  | Westlich über Laubengang mit dem Schulgebäude verbunden, Betonrasterbau mit Ziegelausfachung und flach geneigtem Satteldach und angebautem, erdgeschossigem Umkleidetrakt, an der westlichen Giebelseite Steinrelief, nach Planung des Städtischen Hochbauamtes Fürth, 1959–61. Siehe auch Soldnerstraße 60. | D-5-63-000-1679 zugehörig Wikidata | BW   |

## Maxstraße
| Lage                       | Objekt                                                            | Beschreibung | Akten-Nr.               | Bild                                                              |
| -------------------------- | ----------------------------------------------------------------- | --- | ----------------------- | ----------------------------------------------------------------- |
| Maxstraße 1 (Standort)     | Mietshaus in Ecklage                                              | Viergeschossiger Satteldachbau mit reich gegliederter Sandsteinfassade, rustiziertem Erdgeschoss und flachem Mittelrisalit an der breiten Eckabschrägung mit zwei erneuerten Balkonen und Attika, Neurenaissance, von Konrad Weber, bez. 1884. | D-5-63-000-878 Wikidata | Mietshaus in Ecklage                                              |
| Maxstraße 2 (Standort)     | Mietshaus in Ecklage                                              | Dreigeschossiger Satteldachbau mit Sandsteinfassade mit Lisenen, Rosettenfries an der Traufe und Erker an der abgeschrägten Ecke, spätklassizistisch, 1868, Umbau und Erweiterung von Wilhelm Horneber, 1884/85. | D-5-63-000-879 Wikidata | Mietshaus in Ecklage                                              |
| Maxstraße 3 (Standort)     | Mietshaus                                                         | Dreigeschossiger, traufseitiger Satteldachbau mit reich gegliederter Sandsteinfassade, Konsolgesims und erhöhtem Mittelrisalit, spätklassizistisch, von Wilhelm Schmidt, 1875/76. | D-5-63-000-880 Wikidata | Mietshaus                                                         |
| Maxstraße 4 / 6 (Standort) | Doppelmietshaus                                                   | Dreigeschossiger Mansarddachbau mit Sandsteinfassade, rustiziertem Erdgeschoss und Konsoltraufgesims, in früher Neurenaissance, von Wilhelm Horneber, Nr. 4 1885 und Nr. 6 1885/86. | D-5-63-000-881 Wikidata | Doppelmietshaus                                                   |
| Maxstraße 5 (Standort)     | Mietshaus                                                         | Dreigeschossiger, traufseitiger Satteldachbau mit Sandsteinfassade, Konsoltraufgesims und erhöhtem Mittelrisalit mit Flachgiebel und Breiterker mit Balkon, spätklassizistisch, wohl von Wilhelm Schmidt, 1874-1876; Rückgebäude, Wohnhaus, dreigeschossiger Sandsteinbau mit Pultdach und Aufzugsgaube, gleichzeitig. | D-5-63-000-882 Wikidata | Mietshaus                                                         |
| Maxstraße 7 (Standort)     | Mietshaus                                                         | Dreigeschossiger, traufseitiger Satteldachbau mit Sandsteinfassade, Mittelerker und zwei flachen, ursprünglich erhöhten Seitenrisaliten, spätklassizistisch, von Johann Michael Zink, 1874, später aufgestockt. | D-5-63-000-884 Wikidata | Mietshaus                                                         |
| Maxstraße 8 (Standort)     | Mietshaus                                                         | Dreigeschossiger Mansarddachbau mit Sandsteinfassade, rustiziertem Erdgeschoss und erhöhtem Mittelrisalit mit Erker und Balkonbrüstung, Neurenaissance, von Wilhelm Horneber, 1882. | D-5-63-000-885 Wikidata | Mietshaus                                                         |
| Maxstraße 9 (Standort)     | Mietshaus                                                         | Dreigeschossiger, traufseitiger Satteldachbau mit Sandsteinfassade, Konsoltraufgesims und erhöhtem Mittelrisalit mit Eisenbalkon und Flachgiebel, spätklassizistisch, 1873. | D-5-63-000-886 Wikidata | Mietshaus                                                         |
| Maxstraße 10 (Standort)    | Mietshaus                                                         | Dreigeschossiger, traufseitiger Satteldachbau mit Sandsteinfassade, Konsoltraufgesims und reich gegliederter Mittelachse mit Zwerchhaus, spätklassizistisch mit Neurenaissance-Anklängen, von Michael Horneber, 1878. | D-5-63-000-887 Wikidata | Mietshaus                                                         |
| Maxstraße 11 (Standort)    | Mietshaus                                                         | Dreigeschossiger, traufseitiger Satteldachbau mit Sandsteinfassade, Konsoltraufgesims und flachem Mittelrisalit mit breitem Zwerchhaus mit Dreiecksgiebel, spätklassizistisch, von Wilhelm Schmidt, 1877/78. | D-5-63-000-888 Wikidata | Mietshaus                                                         |
| Maxstraße 12 (Standort)    | Mietshaus                                                         | Dreigeschossiger, traufseitiger Satteldachbau mit Sandsteinfassade, Konsoltraufgesims und flachem, erhöhtem Mittelrisalit mit Eisenbalkon, spätklassizistisch, 1872. | D-5-63-000-889 Wikidata | Mietshaus                                                         |
| Maxstraße 13 (Standort)    | Mietshaus in Ecklage                                              | Dreigeschossiger Satteldachbau mit Sandsteinfassade, Eisenbalkon und Flachgiebel an der abgeschrägten Ecke und zwei Mittelrisaliten mit Rundbogenfenstern an beiden Seiten, der östliche erhöht mit Flachgiebel, spätklassizistisch, von Georg Kißkalt, 1874. | D-5-63-000-890 Wikidata | Mietshaus in Ecklage                                              |
| Maxstraße 14 (Standort)    | Mietshaus                                                         | Dreigeschossiger, traufseitiger Satteldachbau mit Sandsteinfassade und Konsoltraufgesims, spätklassizistisch, wohl von Georg Wening, 1872; Rückgebäude, zweigeschossiger Ziegelbau mit Pultdach, von Georg Wening, 1873. | D-5-63-000-891 Wikidata | Mietshaus                                                         |
| Maxstraße 15 (Standort)    | Mietshaus in Ecklage                                              | Dreigeschossiger Satteldachbau mit Sandsteinfassade, Erker mit Balkonbrüstung an der abgeschrägten Ecke, Mittelrisalit mit Zwerchhaus und Tordurchfahrt an der Südseite, spätklassizistisch mit Neurenaissance-Anklängen, von Melchior Horneber, 1879/80. | D-5-63-000-892 Wikidata | Mietshaus in Ecklage                                              |
| Maxstraße 16 (Standort)    | Wohnhaus                                                          | Dreigeschossiger, traufseitiger Satteldachbau mit Sandsteinfassade und Stichbogenfenstern im Erdgeschoss, spätklassizistisch, von Johann Michael Zink, 1874/75. | D-5-63-000-893 Wikidata | Wohnhaus                                                          |
| Maxstraße 17 (Standort)    | Wohnhaus                                                          | Dreigeschossiger, traufseitiger Satteldachbau mit Sandsteinfassade, Konsoltraufgesims und Sohlbankgesimsen, spätklassizistisch, von Melchior Horneber, 1875. | D-5-63-000-894 Wikidata | Wohnhaus                                                          |
| Maxstraße 18 (Standort)    | Ehemaliges Fabrikgebäude, dann Wohn- und Geschäftshaus in Ecklage | Dreigeschossiger Satteldachbau mit Sandsteinfassade, Sohlbankgesimsen und abgeschrägter Ecke, spätklassizistisch, von Johann Söhnlein, 1870. | D-5-63-000-895 Wikidata | Ehemaliges Fabrikgebäude, dann Wohn- und Geschäftshaus in Ecklage |
| Maxstraße 20 (Standort)    | Mietshaus in Ecklage                                              | Viergeschossiger Satteldachbau mit Sandsteinfassade, rustiziertem Erdgeschoss, Erkerturm an der abgeschrägten Ecke, Flacherker und zwei geschweiften Zwerchgiebeln, im Stil der deutschen Renaissance, von Adam Egerer, 1900/01. | D-5-63-000-896 Wikidata | Mietshaus in Ecklage                                              |
| Maxstraße 22 (Standort)    | Wohnhaus                                                          | Zweigeschossiger, traufseitiger Satteldachbau mit Sandsteinfassade und Flachgiebel am erhöhten, lisenengegliederten Mittelrisalit, spätklassizistisch, von Johann Gran, 1866. | D-5-63-000-897 Wikidata | Wohnhaus                                                          |
| Maxstraße 24 (Standort)    | Ehemaliges Wohn- und Geschäftshaus, jetzt Mietshaus               | Viergeschossiger, traufseitiger Satteldachbau mit Sandsteinfassade, Mittelerker und Volutenzwerchgiebel, im Stil der deutschen Renaissance, von Fritz Walter, 1901; Rückgebäude, Wohnhaus, dreigeschossiger Ziegelbau mit Mansarddach, gleichzeitig; Rückgebäude, ehemalige Papierfabrik, jetzt Wohnhaus, dreigeschossiger, zweiflügeliger Ziegelbau mit Mansarddach, von Karl Gran, gleichzeitig; Rückgebäude, wohl ehemaliges Lagergebäude, erdgeschossiger Ziegelbau mit Pultdach und Zwerchgiebel, gleichzeitig. | D-5-63-000-898 Wikidata | Ehemaliges Wohn- und Geschäftshaus, jetzt Mietshaus               |
| Maxstraße 26 (Standort)    | Mietshaus                                                         | Dreigeschossiger Mansarddachbau mit Sandsteinfassade, rustiziertem Erdgeschoss und reich gegliederter Mittelachse mit Zwerchhaus, Neurenaissance, von Moritz Haubrich, 1885. | D-5-63-000-900 Wikidata | Mietshaus                                                         |
| Maxstraße 27a (Standort)   | Ehemaliges Fabrikgebäude, jetzt Wohn- und Geschäftshaus           | Dreigeschossiger Walmdachbau mit Sandsteinfassade und Stichbogenfenstern, spätklassizistisch, von Caspar Gran, 1860, 1898 entkernt; ehemals zu Wohnhaus Friedrichstraße 21 gehörig. | D-5-63-000-901 Wikidata | Ehemaliges Fabrikgebäude, jetzt Wohn- und Geschäftshaus           |
| Maxstraße 28 (Standort)    | Mietshaus                                                         | Dreigeschossiger Mansarddachbau mit reicher Sandsteinfassade, rustiziertem Erdgeschoss, mittigem Balkon auf Konsolen und flachen Seitenrisaliten mit Dachaufbauten, Neurenaissance, von Moritz Haubrich, 1885. | D-5-63-000-902 Wikidata | Mietshaus                                                         |
| Maxstraße 29 (Standort)    | Wohnhaus                                                          | Dreigeschossiger, traufständiger Satteldachbau mit Sandsteinfassade, Konsolgesims und flachen Seitenrisaliten, spätklassizistisch, von Andreas Korn, 1865/66. | D-5-63-000-903 Wikidata | Wohnhaus                                                          |
| Maxstraße 30 (Standort)    | Wohn- und Geschäftshaus in Ecklage                                | Viergeschossiger Satteldachbau mit reich gegliederter Sandsteinfassade, rustiziertem Erdgeschoss, Eckerker an der abgeschrägten Ecke und Zwerchgiebel, Neurenaissance, von Moritz Haubrich, 1887; bauliche Gruppe mit Schwabacher Straße 56. | D-5-63-000-904 Wikidata | Wohn- und Geschäftshaus in Ecklage                                |
| Maxstraße 31 (Standort)    | Wohnhaus                                                          | Dreigeschossiger, traufständiger Satteldachbau mit Sandsteinfassade und reich gegliederten, erhöhten Seitenrisaliten, spätklassizistisch, von Andreas Korn, 1868; zugehörig Rückgebäude, Wohnhaus, dreigeschossiger Sandsteinbau mit Ziegelmaueraufstockung und Pultdach, wohl letztes Viertel 19. Jahrhundert; Rückgebäude, wohl Werkstattgebäude, zweigeschossiger Ziegelbau mit Pultdach, wohl letztes Viertel 19. Jahrhundert.                                                                                   | D-5-63-000-905 Wikidata | Wohnhaus                                                          |
| Maxstraße 42 (Standort)    | Wohnhaus                                                          | Dreigeschossiger, traufständiger Satteldachbau mit Sandsteinfassade, Konsolgesims und flachem Mittelrisalit mit Giebel und Erker mit Balkonbrüstung, reich in spätklassizistischen Formen, von Wilhelm Evora, 1872; bauliche Gruppe mit Maxstraße 44 und Bahnhofplatz 11. | D-5-63-000-906 Wikidata | Wohnhaus                                                          |
| Maxstraße 44 (Standort)    | Wohnhaus                                                          | Dreigeschossiger, traufständiger Satteldachbau mit Sandsteinfassade, Konsolgesims und reich gegliedertem Mittelrisalit mit Eisenbalkon, spätklassizistisch, 1866/67; bauliche Gruppe mit Maxstraße 42 und Bahnhofplatz 11. | D-5-63-000-907 Wikidata | Wohnhaus                                                          |

## Meckstraße
| Lage                            | Objekt                  | Beschreibung | Akten-Nr.               | Bild                    |
| ------------------------------- | ----------------------- | --- | ----------------------- | ----------------------- |
| Meckstraße 1 (Standort)         | Mietshaus               | Viergeschossiger Mansarddachbau mit Sandsteinfassade, rustiziertem Erdgeschoss, Mittelerker mit Eisenbalkonbrüstung und Zwerchhaus mit Ziergiebel, Neurenaissance, von Carl Frank, bez. 1903.                                                  | D-5-63-000-908 Wikidata | weitere Bilder          |
| Meckstraße 2 (Standort)         | Mietshaus               | Viergeschossiger Putzbau mit Mansarddach, Sandsteinerdgeschoss, Mittelerker und breitem Fachwerk-Zwerchhaus mit Walmdach und Loggia, in reduziert historisierenden Formen, von Bräutigam und Wiessner, 1908.                                   | D-5-63-000-909 Wikidata | Mietshaus               |
| Meckstraße 3 / 5 / 7 (Standort) | Wohn- und Geschäftshaus | Fünfgeschossiger traufseitiger Eisenbetonbau mit Satteldach und Rauputzfassade mit rustiziertem Sandsteinerdgeschoss, Lisenengliederung und Polygonalerkern, frühe Moderne mit historisierenden Elementen, von Peringer und Rogler, bez. 1914. | D-5-63-000-910 Wikidata | Wohn- und Geschäftshaus |

## Merkurstraße
| Lage                                             | Objekt | Beschreibung | Akten-Nr.                          | Bild |
| ------------------------------------------------ | --- | --- | ---------------------------------- | --- |
| Merkurstraße 21 (Standort)                       | Ehemaliges Stabs- bzw. Dienstgebäude (Gebäude Nr. 65B) des Filial-Artilleriedepots der Artilleriekaserne mit Depot                                                                                            | Dreigeschossiger Backsteinbau mit verputzten Obergeschossen, reicher Putz- und Sandsteingliederung, Seitenrisaliten und Mezzaningeschoss, Neurenaissance, um 1895/96, Umbau mit Aufstockung um 2005. Siehe auch Südstadtpark. | D-5-63-000-1585 zugehörig Wikidata | BW |
| Merkurstraße 25-39 (ungerade Nummern) (Standort) | Ehemaliges Filial-Artilleriedepot (Gebäude Nr. 65A) der Artilleriekaserne mit Depot | Langgestreckter, dreigeschossiger Backsteinbauau mit ausgeprägten Kopfteilen mit Putzgliederung, um 1895/96, Umbau um 2004. Siehe auch Südstadtpark.                                                                          | D-5-63-000-1585 zugehörig Wikidata | BW |
| Merkurstraße 41 (Standort)                       | Ehemaliges Dienstwohngebäude für sechs Unteroffiziere (Gebäude Nr. 67) der Artilleriekaserne mit Depot, später „Schickedanz-Villa“, heute Standort der Wilhelm Löhe Hochschule für angewandte Wissenschaften. | Dreiflügeliger, zweigeschossiger Putzbau mit Walmdach, Risaliten, Erkern und Zwerchhaus mit Fachwerk-Halbwalmgiebel, reduziert historisierend, 1908/09, Umbau 2010/11. Siehe auch Südstadtpark.                               | D-5-63-000-1585 zugehörig Wikidata | [[Vorlage:Bilderwunsch/code!/C:49.459655,10.997896!/D:Merkurstraße 41, Ehemaliges Dienstwohngebäude für sechs Unteroffiziere (Gebäude Nr. 67) der Artilleriekaserne mit Depot, später „Schickedanz-Villa“, heute Standort der Wilhelm Löhe Hochschule für angewandte Wissenschaften.!/\|BW]] |

## Mohrenstraße
| Lage                      | Objekt                                           | Beschreibung | Akten-Nr.               | Bild                                             |
| ------------------------- | ------------------------------------------------ | --- | ----------------------- | ------------------------------------------------ |
| Mohrenstraße 2 (Standort) | Wohnhaus                                         | Dreigeschossiger, breit gelagerter Sandsteinbau mit Walmdach und Zwerchhaus mit Flachgiebel, im Kern zweite Hälfte 17. Jahrhundert, spätklassizistische Fassadengestaltung und Zwerchhaus von Friedrich Schmidt und Johann Weithaas, 1856; Gedenktafel für Leopold Ullstein; Teil des Ensembles Altstadt.                                                                   | D-5-63-000-911 Wikidata | Wohnhaus                                         |
| Mohrenstraße 4 (Standort) | Wohnhaus in Ecklage                              | Zweigeschossiger giebelständiger Satteldachbau mit verschiefertem Fachwerkobergeschoss und -giebel, 17./18. Jahrhundert; Teil des Ensembles Altstadt. | D-5-63-000-912 Wikidata | Wohnhaus in Ecklage                              |
| Mohrenstraße 6 (Standort) | Ehemaliges Rückgebäude des Gasthofs „Weiße Rose“ | Wohnhaus, dreiflügeliger Gebäudekomplex um Innenhof, zweigeschossiger Westflügel mit Fachwerk und Satteldach, dreigeschossiger Südflügel mit Frackdach, Sandsteinmauerwerk und verschiefertem Fachwerkobergeschossen- und giebel, zweigeschossiger Ostflügel mit Satteldach, Sandsteinmauerwerk und Fachwerkaufzugsgaube, 17./18. Jahrhundert; Teil des Ensembles Altstadt. | D-5-63-000-913 Wikidata | Ehemaliges Rückgebäude des Gasthofs „Weiße Rose“ |

## Mondstraße
| Lage                     | Objekt               | Beschreibung | Akten-Nr.                | Bild                 |
| ------------------------ | -------------------- | --- | ------------------------ | -------------------- |
| Mondstraße 3 (Standort)  | Mietshaus            | Freistehender, dreigeschossiger und traufseitiger Satteldachbau mit Sandsteinfassade und steilem Zwerchgiebel, Jugendstil-Formen, von Ebert und Müller, 1906; Rückgebäude, zweigeschossiger traufseitiger Putzbau mit Satteldach, gleichzeitig.                          | D-5-63-000-914 Wikidata  | Mietshaus            |
| Mondstraße 6 (Standort)  | Mietshaus            | Dreigeschossiger Mansarddachbau mit Sandsteinfassade und Sohlbankgesims, Neurenaissance, von P. Scherpf, 1899. | D-5-63-000-915 Wikidata  | Mietshaus            |
| Mondstraße 8 (Standort)  | Mietshaus            | Dreigeschossiger Mansarddachbau mit Sandsteinfassade, zwei Polygonalerkern und Dachgauben, im Neu-Nürnberger-Stil, von Adam Egerer, 1897/98; Rückgebäude, zweiflügeliger, zweigeschossiger Backsteinbau mit Mansarddach, gleichzeitig; bauliche Gruppe mit Mondstraße 10 | D-5-63-000-916 Wikidata  | Mietshaus            |
| Mondstraße 10 (Standort) | Mietshaus in Ecklage | Dreigeschossiger Mansarddachbau mit reich gegliederter Sandsteinfassade, Polygonalerker und rundem Eckerker zwischen Zwerchhäusern mit Rollwerkgiebeln, im Neu-Nürnberger-Stil, von Adam Egerer, 1898/99; bauliche Gruppe mit Mondstraße 8.                              | D-5-63-000-1667 Wikidata | Mietshaus in Ecklage |
| Mondstraße 11 (Standort) | Mietshaus in Ecklage | Dreigeschossiger Mansarddachbau mit Sandsteinfassade, Erker, polygonalem Eckerker mit Turmaufsatz, Fachwerk-Gauben, Zwerchhäusern mit Sandstein-Rollwerkgiebel und Fachwerkgiebel, Neurenaissance-Formen, von Bräutigam und Wiessner, 1902/03.                           | D-5-63-000-917 Wikidata  | Mietshaus in Ecklage |

## Moststraße
| Lage                     | Objekt                                                                    | Beschreibung | Akten-Nr.               | Bild                                |
| ------------------------ | ------------------------------------------------------------------------- | --- | ----------------------- | ----------------------------------- |
| Moststraße 1 (Standort)  | Wohnhaus                                                                  | Dreigeschossiger Mansarddachbau mit Sandsteinfassade und Stichbogenfenstern, von Johann Gran, 1859. | D-5-63-000-918 Wikidata | Wohnhaus                            |
| Moststraße 3 (Standort)  | Wohn- und Geschäftshaus                                                   | Viergeschossiger, traufständiger Satteldachbau mit Sandsteinfassade, sehr flachem Mittelrisalit und Ziergiebel, reich in neubarocken Formen, von Fritz Walter, bez. 1893.                                                               | D-5-63-000-919 Wikidata | Wohn- und Geschäftshaus             |
| Moststraße 4 (Standort)  | Wohnhaus                                                                  | Dreigeschossiger, traufständiger Mansarddachbau mit Sandsteinfassade und Stichbogenfenstern, spätklassizistisch, von Friedrich Schmidt, 1848, Mansarddach 1893.                                                                         | D-5-63-000-920 Wikidata | Wohnhaus                            |
| Moststraße 5 (Standort)  | Wohn- und Geschäftshaus                                                   | Dreigeschossiger Mansarddachbau mit reich gegliederter Sandsteinfassade, Neurenaissance, von Georg Kißkalt, 1890; Erdgeschoss verändert.                                                                                                | D-5-63-000-921 Wikidata | Wohn- und Geschäftshaus             |
| Moststraße 6 (Standort)  | Wohnhaus mit Gaststätte „Linderhof“                                       | Dreigeschossiger, traufständiger Satteldachbau mit Sandsteinfassade und Gurtgesimsen, spätklassizistisch, von Friedrich Schmidt, 1848.                                                                                                  | D-5-63-000-922 Wikidata | Wohnhaus mit Gaststätte „Linderhof“ |
| Moststraße 8 (Standort)  | Wohnhaus                                                                  | Dreigeschossiger, traufständiger Satteldachbau mit Sandsteinfassade und Gurtgesimsen, spätklassizistisch, von Philipp Krieger und Johann Kiesel, 1861.                                                                                  | D-5-63-000-923 Wikidata | Wohnhaus                            |
| Moststraße 9 (Standort)  | Wohnhaus                                                                  | Dreigeschossiger, traufständiger Satteldachbau mit Sandsteinfassade und Gurtgesimsen, spätklassizistisch, von Melchior Horneber, 1875; Rückgebäude, Wohnhaus, zweigeschossiger Sandsteinbau mit Pultdach, gleichzeitig.                 | D-5-63-000-924 Wikidata | Wohnhaus                            |
| Moststraße 10 (Standort) | Wohnhaus                                                                  | Dreigeschossiger, traufständiger Satteldachbau mit Sandsteinfassade und Gurtgesimsen, spätklassizistisch, von Philipp Krieger und Johann Kiesel, 1861/62; Rückgebäude, Wohnhaus, dreigeschossiger Ziegelbau mit Pultdach, gleichzeitig. | D-5-63-000-925 Wikidata | Wohnhaus                            |
| Moststraße 11 (Standort) | Wohnhaus                                                                  | Dreigeschossiger, traufständiger Satteldachbau mit Sandsteinfassade und Gurtgesimsen, spätklassizistisch, von Werkmeister Krämer, 1875.                                                                                                 | D-5-63-000-926 Wikidata | Wohnhaus                            |
| Moststraße 12 (Standort) | Wohn- und Geschäftshaus in Ecklage, ehemals Bankgebäude                   | Dreigeschossiger Mansardwalmdachbau mit Sandsteinfassade, abgeschrägter Ecke und rustiziertem Erdgeschoss, von Emil Hecht, 1895/96, 1910/11 umgebaut, Fassade 1953 vereinfacht.                                                         | D-5-63-000-927 Wikidata | BW                                  |
| Moststraße 17 (Standort) | Gasthaus in Ecklage                                                       | Zweigeschossiger Putzbau mit Mansarddach, Zwerchgiebel, Sandsteinquadersockel, polygonalem Eckerker und Relieffigur am Südportal, in historisierenden Formen, von Leo Gran jr., bez. 1908, im Kern älter.                               | D-5-63-000-928 Wikidata | Gasthaus in Ecklage                 |
| Moststraße 21 (Standort) | Wohn- und Geschäftshaus, ehemals Volksbank Fürth                          | Zweigeschossiger, traufständiger Satteldachbau mit Mezzaningeschoss, Sandsteinfassade und rustiziertem Erdgeschoss, in Formen der italienischen Renaissance, von Havestadt & Contag, 1894/95, Dachumbau 1920/21.                        | D-5-63-000-929 Wikidata | BW                                  |
| Moststraße 23 (Standort) | Wohn- und Geschäftshaus, ehemals Fabrikgebäude                            | Dreigeschossiger Mansarddachbau mit Sandsteinfassade und breitem Zwerchhaus, klassizistisch, von Johann Heinrich Jordan, 1837, 1891 zu Wohnhaus umgebaut.                                                                               | D-5-63-000-930 Wikidata | BW                                  |
| Moststraße 25 (Standort) | Wohn- und Geschäftshaus in Ecklage, ehemals Gräflich Pücklerscher Gasthof | Viergeschossiger Satteldachbau mit Sandsteinfassade und Konsolgesims, spätklassizistisch, von Caspar Gran und Bernhard Solger, 1853, 1910 sowie später verändert und vereinfacht.                                                       | D-5-63-000-931 Wikidata | BW                                  |
| Moststraße 27 (Standort) | Wohnhaus                                                                  | Dreigeschossiger Mansarddachbau mit Sandsteinfassade, Gurtgesimsen und Erker mit Eisenbalkonbrüstung, in spätklassizistisch-romantischen Formen, von Philipp Krieger, 1858; bauliche Gruppe mit Friedrichstraße 3.                      | D-5-63-000-932 Wikidata | BW                                  |

## Mühlstraße
| Lage                                 | Objekt                                                     | Beschreibung | Akten-Nr.                | Bild                                                       |
| ------------------------------------ | ---------------------------------------------------------- | --- | ------------------------ | ---------------------------------------------------------- |
| Mühlstraße 1 (Standort)              | Mietshaus                                                  | Viergeschossiger Mansarddachbau mit reich gegliederter Sandsteinfassade, rustizierten Sockelgeschossen, Neurenaissance, von Georg Kißkalt, 1886; bauliche Gruppe mit Mühlstraße 3 / 5, Baldstraße 1-6, Gustavstraße 12 / 14 und Untere Fischerstraße 1 / 3; Teil des Ensembles Altstadt. | D-5-63-000-933 Wikidata  | Mietshaus                                                  |
| Mühlstraße 2 (Standort)              | Ehemalige Weinstube „Zum Duckla“, heute Bierlokal „Duckla“ | Dreigeschossiger Sandsteinquaderbau auf trapezförmigem Grundriss mit Satteldach, stuckierten Neurenaissance-Fensterrahmungen und Mikwe im Keller, klassizistisch, im Kern spätes 17. Jahrhundert, Neubau von Biller, 1826, Fensterrahmungen Ende 19. Jahrhundert; Teil des Ensembles Altstadt. | D-5-63-000-934 Wikidata  | Ehemalige Weinstube „Zum Duckla“, heute Bierlokal „Duckla“ |
| Mühlstraße, entlang Nr. 2 (Standort) | Stützmauer                                                 | Sandstein mit profiliertem Gesims und Brüstung, von Treppe zur Gustavstraße unterbrochen, wohl 18. Jahrhundert; Teil des Ensembles Altstadt. | D-5-63-000-1602 Wikidata | Stützmauer                                                 |
| Mühlstraße 3 (Standort)              | Mietshaus in Ecklage                                       | Viergeschossiger Satteldachbau, teils mit reich gegliederter Sandsteinfassade, teils mit Rohbacksteinfassade mit Sandsteinerdgeschoss und -gliederung, Neurenaissance, von Georg Kißkalt, 1886; bauliche Gruppe mit Mühlstraße 1 / 5, Baldstraße 1-6, Gustavstraße 12 / 14 und Untere Fischerstraße 1 / 3; Teil des Ensembles Altstadt. | D-5-63-000-935 Wikidata  | Mietshaus in Ecklage                                       |
| Mühlstraße 5 (Standort)              | Mietshaus in Ecklage                                       | Viergeschossiger Satteldachbau mit abgeschrägter Ecke, Rohbacksteinfassade mit Sandsteinsockel und -gliederung, Neurenaissance, von Georg Kißkalt, 1886; bauliche Gruppe mit Mühlstraße 1 / 3, Baldstraße 1-6, Gustavstraße 12 / 14 und Untere Fischerstraße 1 / 3; Teil des Ensembles Altstadt. | D-5-63-000-1747 Wikidata | Mietshaus in Ecklage                                       |
| Mühlstraße 18 (Standort)             | Wohnhaus                                                   | Zur Wolfsgrubermühle gehörig, langgestreckter, zweigeschossiger und traufseitiger Satteldachbau mit verputztem Erdgeschoss und Fachwerkobergeschoss und -dacherkern, wohl spätes 17. Jahrhundert; Teil des Ensembles Altstadt. | D-5-63-000-936 Wikidata  | Wohnhaus                                                   |
| Mühlstraße 20 (Standort)             | Wohnhaus                                                   | Zur Wolfsgrubermühle gehörig, zweigeschossiger Sandsteinquaderbau mit Mansardwalmdach und Korbbogentür mit Rokoko-Oberlichtgitter, zweite Hälfte 18. Jahrhundert; Teil des Ensembles Altstadt. | D-5-63-000-937 Wikidata  | BW                                                         |
| Mühlstraße 20 (Standort)             | Wohnhaus in Hang- und Ecklage                              | Zweigeschossiger Walmdachbau mit verputztem Sandsteinerdgeschoss und Fachwerkobergeschoss und südlichem Erweiterungstrakt mit Satteldach, 18. Jahrhundert, Erweiterung 1901; Stütz- und Einfriedungsmauern, beiderseits des Wohnhauses, Sandstein, wohl 18./19. Jahrhundert; Teil des Ensembles Altstadt. | D-5-63-000-938 Wikidata  | Wohnhaus in Hang- und Ecklage                              |
| Mühlstraße 22 (Standort)             | Wohnhaus in Hoflage                                        | Zweigeschossiger, giebelständiger und teilweise verputzter Fachwerkbau mit Schleppdach und teilweise mit Sandsteinerdgeschoss, 17./18. Jahrhundert; Teil des Ensembles Altstadt. | D-5-63-000-939 Wikidata  | Wohnhaus in Hoflage                                        |
| Mühlstraße 25 / 27 (Standort)        | Wolfsgrubermühle (Untere Mühle)                            | Mühlengebäude, hoher, dreifach höhengestaffelter Rohbacksteinbau mit Flachdächern und flachem Walmdach mit Kupferaufsatz, von Richard Kohler 1945/47; Turbinenhaus, erdgeschossiger Satteldachbau, von Georg Böhner, 1912/13; altes Mühlengebäude Mühlstraße 23 (im März 2012 abgerissen), zweigeschossiger traufseitiger Satteldachbau mit Sandsteinerdgeschoss und Fachwerkobergeschoss und -zwerchhaus, Ende 18. oder Anfang 19. Jahrhundert; Teil des Ensembles Altstadt. | D-5-63-000-940 Wikidata  | weitere Bilder                                             |
| Mühlstraße 31 (Standort)             | Wirtschaftsgebäude der Wolfsgrubermühle                    | Ein- bis zweigeschossiger traufseitiger Sandsteinbau mit Satteldach und Hauszeichen über Stichbogenportal, bez. 1737; Teil des Ensembles Altstadt. | D-5-63-000-941 Wikidata  | weitere Bilder                                             |